# Joyce Compton
Olivia Joyce Compton (* 27. Januar 1907 in Lexington, Kentucky; † 13. Oktober 1997 in Los Angeles, Kalifornien) war eine US-amerikanische Schauspielerin.

## Leben und Karriere
Joyce Compton begann ihre Schauspielkarriere mit 18 Jahren im Stummfilm The Golden Bed. Zuvor waren ihre Eltern mit ihr von Oklahoma nach Hollywood gezogen, da sie dort auf eine erfolgreiche Schauspielkarriere für ihre gutaussehende Tochter hofften. Tatsächlich stellte sich nach schwierigen Anfängen der Erfolg ein und Compton erhielt einen Studiovertrag bei First National, wo sie einige weibliche Hauptrollen erhielt. 1926 wurde sie als potenzieller Star unter die WAMPAS Baby Stars gewählt. Mit Beginn der Tonfilmzeit Ende der 1920er-Jahre spezialisierte Compton sich auf ein Rollenfach, was sie bis zum Ende ihrer Karriere beibehielt: Nebenrollen als dumme Blondine mit quietschender Stimme, oftmals gepaart mit ihrem markanten Südstaaten-Akzent.
Anfang der 1930er-Jahre trat sie für Komödienproduzent Mack Sennett in einigen Kurzfilmen auf, in weiteren Komödien agierte sie als Partnerin für Komiker wie Bobby Clark, Paul McCullough, Charley Chase und Walter Catlett. Die vielleicht bekannteste Rolle ihrer Karriere spielte sie 1937 als einfältige Nachtclubsängerin in der Screwball-Komödie Die schreckliche Wahrheit, in welcher sie mit Irene Dunne um die Liebe Cary Grants konkurriert. In den 1940ern trat sie unter anderem als liebestolle Krankenschwester in der Komödie Weihnachten nach Maß (1945) neben Barbara Stanwyck auf. In den 1950er-Jahren ließen die Angebote nach, da sie für den Rollentypus der dummen Blondine mittlerweile zu alt war. Sie arbeitete stattdessen gelegentlich als private Krankenschwester und verwendete ihre Freizeit auf Hobbys wie Malen und Kleiderdesign. Ihre letzte Rolle spielte sie 1961 in der Fernsehserie Pete and Gladys.
Ende der 1920er-Jahre hatte sie eine kurze Beziehung mit Joel McCrea. Ansonsten lebte die Schauspielerin den Großteil ihres Lebens zusammen mit ihren Eltern, eine 1955 geschlossene Ehe mit William Kaliher scheiterte schon nach wenigen Monaten. Gegen Ende ihres Lebens schrieb sie an ihrer Autobiografie The Real Joyce Compton: Behind the dumb blonde movie image, die posthum im Jahr 2009 erschien. Joyce Compton starb 1997 im Alter von 90 Jahren in Los Angeles. Sie wurde auf dem Prominentenfriedhof Forest Lawn Memorial Park in Hollywood Hills bestattet.

## Filmografie (Auswahl)
- 1925: The Golden Bed
- 1925: Broadway Lady
- 1929: The Wild Party
- 1929: Salute
- 1930: Lightnin'
- 1931: Under 18
- 1931: Women of All Nations
- 1932: Wer hat hier recht? (Lady and Gent)
- 1932: Wenn ich eine Million hätte (If I Had a Million)
- 1933: Hotel auf dem Ozean (Luxury Liner)
- 1933: Eine Frau vergisst nicht (Only Yesterday)
- 1934: Imitation of Life
- 1934: The White Parade
- 1935: Go Into Your Dance
- 1935: Magnificent Obsession
- 1936: Liebe vor dem Frühstück (Love Before Breakfast)
- 1936: Verbrecherjagd (Murder with Pictures)
- 1936: Drei süße Mädels (Three Smart Girls)
- 1937: Wings Over Honolulu
- 1937: Sternschnuppen (Pick a Star)
- 1937: Kid Galahad – Mit harten Fäusten (Kid Galahad)
- 1937: The Toast of New York
- 1937: Wings Over Honolulu
- 1937: Die schreckliche Wahrheit (The Awful Truth)
- 1938: Du und ich (You and Me)
- 1938: Going Places
- 1939: Balalaika
- 1940: Die Dame ist der Gatte (Turnabout)
- 1940: Nachts unterwegs (They Drive by Night)
- 1940: Im Taumel der Weltstadt (City for Conquest)
- 1940: Die Unschuld und der Bösewicht (The Villain Still Pursued Her)
- 1941: Mädchen im Rampenlicht (Ziegfeld Girl)
- 1941: Herzen in Flammen (Manpower)
- 1941: Blues in the Night
- 1941: Bedtime Story
- 1945: Eine Frau mit Unternehmungsgeist (Roughly Speaking)
- 1945: Hitchhike to Happiness
- 1945: Weihnachten nach Maß (Christmas in Connecticut)
- 1945: Solange ein Herz schlägt (Mildred Pierce)
- 1946: Charlie Chan – Ein fast perfektes Alibi (Dark Alibi)
- 1946: Tag und Nacht denk’ ich an Dich (Night and Day)
- 1946: Die besten Jahre unseres Lebens (The Best Years of Our Lives)
- 1947: Scared to Death
- 1948: Der Superspion (A Southern Yankee)
- 1948: Du lebst noch 105 Minuten (Sorry, Wrong Number)
- 1948: Liebe an Bord (Luxury Liner)
- 1949: Panik um King Kong (Mighty Joe Young)
- 1953: The Life of Riley (Fernsehserie, Folge 1x05)
- 1953: The Abbott and Costello Show (Fernsehserie, Folge 1x22)
- 1957: Düsenjäger (Jet Pilot)
- 1958: Richard Diamond, Private Detective (Fernsehserie, Folge 2x17)
- 1958: Girl in the Woods
- 1958: 77 Sunset Strip (Fernsehserie, Folge 1x07)
- 1961: Pete and Gladys (Fernsehserie, Folge 1x16)